# Metopia togashii
Metopia togashii är en tvåvingeart som beskrevs av Hiromu Kurahashi 2004. Metopia togashii ingår i släktet Metopia och familjen köttflugor. Inga underarter finns listade i Catalogue of Life.